# Uliastaj
Uliastaj (mongoliska: Улиастай) är en provinshuvudstad i Mongoliet.   Den ligger i provinsen Dzavchan, i den västra delen av landet, 700 km väster om huvudstaden Ulan Bator. Uliastaj ligger 1 755 meter över havet och antalet invånare är 16 240. Staden utgör ett eget distrikt, Uliastaj Sum (Улиастай сум). Uliastaj har en flygplats, Donoi Airport.

## Historia
1733 installerade Qingdynastin en ståthållare (amban) i Uliastaj som därmed blev yttre Mongoliets politiska centrum fram till dynastins fall 1911.

## Geografi
Terrängen runt Uliastaj är huvudsakligen kuperad, men den allra närmaste omgivningen är platt. Uliastaj ligger nere i en dal.  Trakten runt Uliastaj är nära nog obefolkad, med mindre än två invånare per kvadratkilometer. Trakten runt Uliastaj består i huvudsak av gräsmarker.